# Teoria della correlazione di Orione

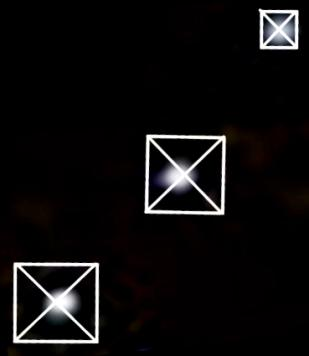
Rappresentazione del principio della teoria della correlazione di Orione: la posizione delle Piramidi di Giza sovrapposta ad una foto della cintura di Orione

La presunta teoria della correlazione di Orione (detta anche correlazione Giza–Orione) è una teoria del complotto e un'ipotesi pseudoscientifica presente nella archeologia misteriosa.
La sua principale rivendicazione sta nel fatto che vi sarebbe appunto una voluta correlazione tra la posizione delle principali piramidi della Necropoli di Giza e le stelle centrali della costellazione di Orione, dal momento che queste erano associate dagli antichi egizi ad Osiride, dio della rinascita e dell'oltretomba. A seconda della versione, possono essere prese in considerazione anche altre Piramidi per la ricostruzione della costellazione, mentre il fiume Nilo rappresenterebbe la Via Lattea.
Questa teoria fu pubblicata per la prima volta nel 1989 all'interno del tredicesimo volume dell'opera Discussions in Egyptology, mentre nel 1994 fu il soggetto del libro di Robert Bauval e Adrian Gilbert The Orion Mystery (Il mistero di Orione) e del documentario della BBC The Great Pyramid: Gateway to the Stars. L'ipotesi è inoltre contemplata in alcuni libri New Age, nel film Stargate e  nel film Transformers 2 .

## Storia
La teoria della correlazione di Orione fu accennata per la prima volta da Robert Bauval nel 1983. Una notte, mentre stava lavorando in Arabia Saudita, portò la propria famiglia e quella di un amico sulle dune del Deserto Arabico per una campagna esplorativa. Il suo amico indicò Orione dicendo che Mintaka, la più piccola ed occidentale stella della Cintura di Orione, fosse leggermente fuori asse rispetto alle altre. Bauval fece quindi il collegamento tra le tre stelle della Cintura e le tre Piramidi di Giza. Pubblicò questa idea nel 1989 in Discussions in Egyptology, volume 13. Il concetto fu poi esposto da Bauval in collaborazione con Adrian Gilbert (The Orion Mystery, 1994) e Graham Hancock (Custode della genesi, 1996), e in altre pubblicazioni separate. L'idea base della teoria è che le posizioni relative delle tre principali Piramidi di Giza siano per scelta dei costruttori legate alla posizione delle tre stelle che formano la Cintura di Orione come apparivano nel 10 000 a.C.
Il concetto originario che «[…] le tre Piramidi erano una mappa terrestre delle tre stelle della Cintura di Orione» ([...] the three pyramids were a terrestrial map of the three stars of Orion's belt — Hancock, Impronte degli dei, 1995, p. 375) fu in seguito affiancato da speculazioni riguardo all'età della Sfinge di Giza (Hancock e Bauval, Custode della genesi, pubblicato nel 1996, e nel 1997 negli Stati Uniti d'America col titolo di The Message of the Sphinx). Secondo queste opere, la Sfinge sarebbe stata costruita attorno al 10 500 a.C. (Paleolitico superiore), e la sua forma a leone sarebbe un riferimento alla costellazione del Leone. Inoltre, orientamento e disposizione di Sfinge, Piramidi e fiume Nilo furono indicati come accurata rappresentazione di Leone, Orione (per la precisione della sua cintura) e Via Lattea. Questa idea fu esposta da Hancock nel 1998 in The Mars Mystery (con Bauval come coautore):
(Hancock e Bauval, The Mars Mystery, p. 189)
Il riferimento alla data di 12 500 anni fa è significativo per Hancock, dato che è l'era che tenta di assegnare ad un'ipotetica civiltà precedente, poi scomparsa, la cui tecnologia avanzata avrebbe influenzato e modellato lo sviluppo delle civiltà conosciute dell'antichità. Egittologia e archeologia affermano che sulla base delle prove raccolte, le Piramidi di Giza furono costruite durante la IV dinastia egizia (III millennio a.C.), mentre la datazione della Sfinge non è ancora certa. Hancock non mette in dubbio la datazione ufficiale delle Piramidi, sostiene però che sarebbero state progettate sulla base della conoscenza di come le costellazioni di Orione e del Leone e la Via Lattea apparissero circa otto millenni prima, il che richiederebbe l'esistenza di una conoscenza superiore a quella comunemente attribuita a chi costruì le Piramidi.

## Critiche

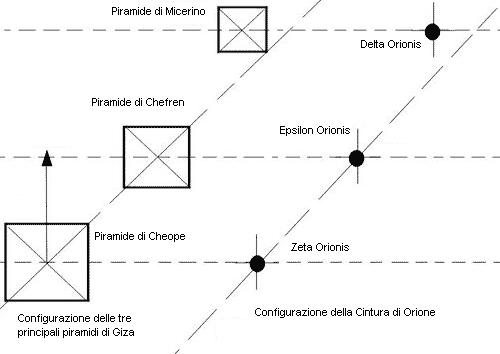
Cintura di Orione e Piramidi di Giza

Le affermazioni di Hancock, Bauval e di altri (come Adrian Gilbert e Anthony West) riguardanti l'importanza di queste correlazioni sono state poi rielaborate da vari scienziati, i quali hanno pubblicato critiche dettagliate e confutazioni di queste idee.
Tra queste critiche, molte arrivano da due astronomi, Ed Krupp dell'osservatorio Griffith a Los Angeles e Anthony Fairall, professore di astronomia dell'Università di Città del Capo, in Sudafrica. Grazie a strumentazione da planetario, Krupp e Fairall studiarono indipendentemente l'uno dall'altro l'angolo tra l'allineamento della Cintura di Orione ed il nord nell'epoca citata da Hancock, Bauval e da altri (diverso dall'angolo osservabile oggi o nel III millennio a.C., a causa della precessione degli equinozi), scoprendo che l'angolo era diverso dalla "corrispondenza perfetta" sostenuta da Bauval e Hancock nella teoria della correlazione di Orione (47-50 gradi nelle misurazioni del planetario, contro i 38 gradi delle piramidi).

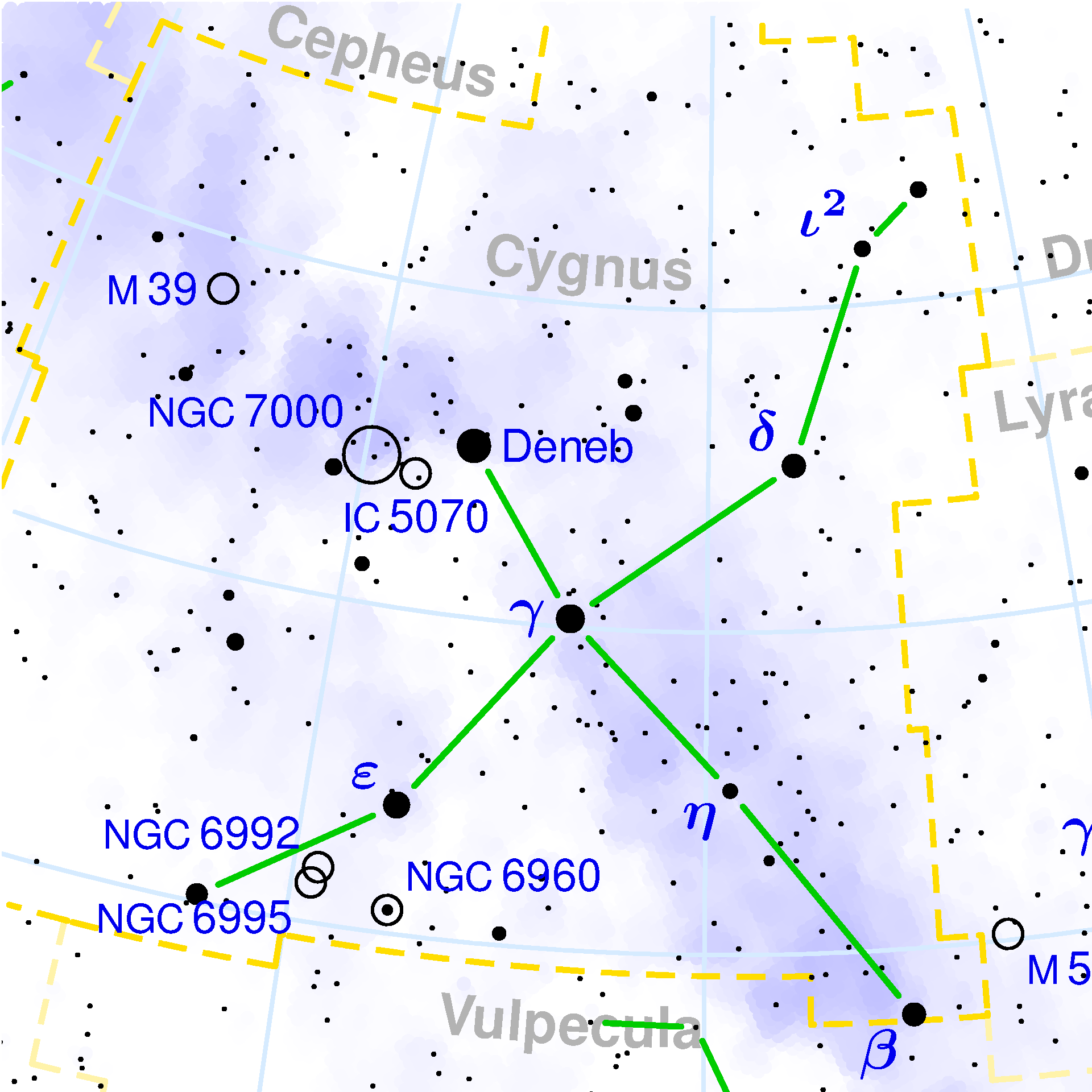
L'allineamento delle tre piramidi con la Costellazione del Cigno secondo Collins è quello più perfetto

Krupp fece anche notare che la linea leggermente piegata formata dalle tre piramidi fu deviata verso nord, mentre quella della cintura di Orione fu deviata a sud, e quindi una delle due sarebbe stata capovolta. Infatti, questo è quello che fu fatto nel libro originale di Bauval e Gilbert (The Orion Mystery), che paragona le immagini di piramidi e Orione senza specificare che la posizione delle piramidi era stata invertita. Krupp e Fairall trovarono altri problemi nella teoria, tra cui il fatto che se la sfinge debba rappresentare il Leone, allora dovrebbe trovarsi sulla riva opposta del Nilo (la Via Lattea) rispetto alle piramidi (Orione), che l'equinozio di primavera del 10 500 a.C. si trovava nella Vergine e non nel Leone, e che in ogni caso le costellazioni dello zodiaco nacquero in Mesopotamia ed erano completamente sconosciute in Egitto prima della tarda epoca greco-romana. Ed Krupp raccontò l'errore della mappa invertita in un documentario della BBC intitolato Atlantis Reborn (1999).
Secondo Bauval e Hancock, alcuni astronomi (tra cui Archie Roy, Percy Seymour, Mary Bruck, Giulio Magli) respinsero le argomentazioni di Krupp. La correlazione, sostennero, deve considerare le piramidi viste da nord. Archie Roy, professore emerito di astronomia alla Glasgow University, e Percy Seymour, astronomo ed astrofisico della Plymouth University, hanno pubblicato numerose smentite della tesi di Krupp, tra cui l'accusa del fatto che Bauval e Gilbert invertirono volutamente la mappa delle piramidi.
In una sentenza della Broadcasting Standards Commission (Regno Unito), la giuria diede ragione a Robert Bauval, e quindi l'accusa di Krupp fu "slealmente" presentata nel documentario della BBC Atlantis Reborn, senza che a Bauval fosse stato permesso di ribattere. Le risposte di Bauval e Hancock alle accuse di Krupp furono incluse nella versione modificata del documentario (Atlantis Reborn Again) andato in onda il 14 dicembre 2000.
Secondo Andrew Collins infine, che notò come l'allineamento con le tre stelle della costellazione di Orione non fosse per nulla perfetto, le tre piramidi di Giza corrisponderebbero invece a un altro gruppo di stelle nella costellazione del Cigno: le cosiddette ali del Cigno (le stelle ε, γ e δ Cygni), che corrispondono alla perfezione con le tre piramidi.

## Leone e sfinge

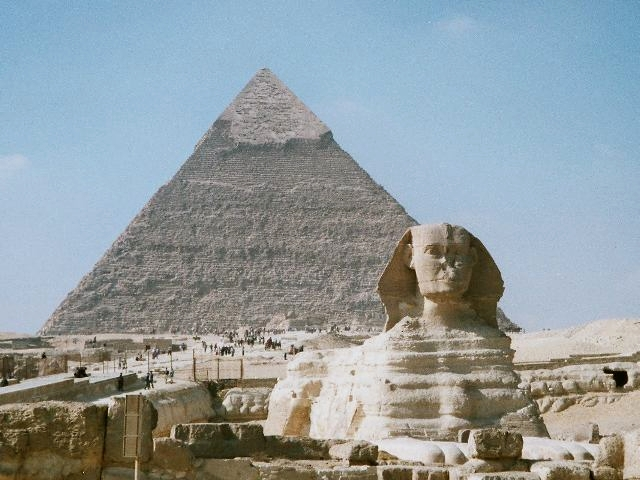
La sfinge di Giza

La grande sfinge è una statua con testa di uomo e corpo di leone. Scolpita direttamente nel calcare, è lunga 73,5 metri, larga 6 metri ed alta 20 metri, il che la rende la più grande statua monoblocco del mondo. La grande sfinge è una delle statue più grandi ed antiche del mondo, anche sono tuttora in discussione cose come il riconoscimento di chi fece da modello, quando fu costruita e da chi. Queste domande, col tempo, si sono guadagnate il nome di "indovinello della sfinge", anche se non va confuso con l'originale leggenda greca.
Gli egittologi accettano comunemente il fatto che la sfinge rappresenti Chefren spesso indicato anche come il costruttore. Questo daterebbe il termine della costruzione tra il 2520 ed il 2494 a.C. Dato che le prove che porterebbero a Chefren sono ambigue e circostanziali, l'idea di chi e quando costruì la sfinge è ancora oggetto di dibattito. Un'argomentazione sostenuta da Bauval e Hancock per supportare la teoria è che la costruzione della sfinge sarebbe iniziata nel 10500 a.C., che la forma di leone sarebbe un riferimento all'omonima costellazione, e che piramidi, sfinge e Nilo rappresenterebbero Orione, Leone e Via Lattea.
La data del 10500 a.C. fu scelta perché essi sostenevano che fosse l'unico periodo della precessione degli equinozi in cui l'era astrologica era quella del Leone, e la costellazione nasceva perfettamente ad est della sfinge durante l'equinozio di primavera. Ipotizzarono anche che in quest'epoca gli angoli tra le tre stelle della cintura di Orione e l'orizzonte fosse una "perfetta coincidenza" con gli angoli tra le tre grandi piramidi di Giza. Questi concetti, assieme ad altre teorie, furono usati per sostenere l'esistenza di un'antica civiltà sconosciuta, tecnologicamente avanzata e oggi scomparsa, che fece da progenitore a tutte le civiltà.
La teoria di una sfinge più antica ricevette sostegno da alcuni geologi. Il più famoso, Robert Schoch, sostenne che gli effetti dell'erosione dell'acqua sulla sfinge dimostrano che parti del monumento furono scolpite almeno nel 7000–5000 a.C. L'analisi di Schoch è stata ampiamente condivisa da un altro geologo, David Coxill, il quale sostiene che la sfinge fu duramente colpita dalla pioggia, e che quindi deve risalire al periodo predinastico. Mentre un terzo geologo, Colin Reader, ipotizzò una datazione antecedente di molti secoli a quanto comunemente accettato. Queste opinioni, comunque, sono state quasi universalmente rigettate dai principali egittologi che, assieme ad alcuni geologi come James Harrell, Lal Gauri, John J. Sinai e Jayanta K. Bandyopadhyaym, sostengono la datazione classica della sfinge. Le loro analisi attribuiscono l'apparente decadimento accelerato della sfinge al moderno inquinamento industriale, alle differenze qualitative tra gli strati di calcare del monumento, all'erosione della sabbia spinta dal vento, e/o agli sbalzi climatici che portano a fratture nella roccia.
Tuttavia per altri geologi, come Vjacheslav Manichev dell’Istituto di Geochimica Ambientale della Accademia Nazionale delle Scienze dell’Ucraina e Alexander Parkhomenko, dell'Istituto di Geografia dell’Accademia Nazionale delle Scienze dell’Ucraina, la datazione effettuata secondo altri parametri geologici porterebbe a datare la sfinge addirittura a circa 800.000 anni fa.